# Ulica Stanisława Wyspiańskiego w Warszawie
Ulica Stanisława Wyspiańskiego – ulica w dzielnicy Żoliborz w Warszawie o długości 305 metrów, łącząca aleję Wojska Polskiego z placem Dionizego Henkla.

## Opis
Ulica powstała w latach dwudziestych XX wieku. Nazwa ulicy została nadana uchwałą Rady Miejskiej Warszawy z dnia 27 września 1926. Domy z okresu powstania ulicy, wzniesione według projektu Romualda Gutta, spłonęły w 1944 roku.
Obecna zabudowa projektu arch. Jacka Nowickiego we współpracy z arch. Bogusławem Karczewskim utrzymana jest w stylu dworkowym, typowym dla lat 20. XX wieku. Budynki wokół placu mają po trzy kondygnacje, w tym poddasza mieszkalne w dachach mansardowych krytych czerwoną dachówką. Zostały zasiedlone w roku 1955. Ulica w środkowej części rozszerza się, tworząc owalny plac o rozmiarach 124 × 56 metrów z placem zabaw pośrodku.